# Erandio (métro de Bilbao)
Erandio est une station souterraine de la ligne 1 du métro de Bilbao, située dans la commune d'Erandio. Dans la même commune on trouve aussi les gares de Lutxana et Astrabudua.
Son tarif correspond à la zone B1.

## Services aux voyageurs

### Accès et accueil
- 2C/ Geltokia Etorbidea, (sortie Erandio)
- Intérieur de la station.